# Poddębice (stacja kolejowa)
Poddębice – stacja kolejowa na magistrali węglowej w osadzie Stacja Poddębice koło Poddębic. Duża liczba torów stacyjnych.
W początku XXI wieku na prawym torze od stacji Kłudna do Poddębic było ograniczenie prędkości (20 km/h) z powodu złego stanu toru, dlatego pociągi pasażerskie przejeżdżały ten odcinek po torze lewym (100 km/h), wyjeżdżając i wjeżdżając do Poddębic na sygnał zastępczy. Przez ten czas samoczynna blokada liniowa na obu torach stale pracowała dwukierunkowo. Tor nr 2 został wyremontowany w 2012, przywrócona została prędkość konstrukcyjna 120 km/h.
W latach sześćdziesiątych planowano budowę zelektryfikowanej linii normalnotorowej mającej połączyć Konin z Łodzią przez Turek – Poddębice – Zgierz. 